# Anita Ganeri
Anita Ganeri (* 3. Januar 1961 in Kalkutta) ist eine indisch-britische Kinderbuchautorin, die auf Sachliteratur spezialisiert ist.

## Leben
Ganeris Eltern emigrierten nach England, als sie ein Jahr alt war. Sie besuchte die Stamford High School und absolvierte die University of Cambridge mit einem Abschluss in Französisch/Deutsch und Indologie.
Ganeri arbeitete mehrere Jahre im Verlagswesen, zunächst als Managerin für Auslandsrechte beim Verlag Walker Books und später als Lektorin beim Usborne-Verlag, bevor sie sich als Autorin selbstständig machte. Ihre erste Publikation war ein Buch über die Funktionsweise von Dingen, das im Ladybird-Verlag erschien.  Insgesamt schrieb sie über 600 Sachbücher, etwa 15 bis 20 Titel pro Jahr. Viele davon befassen sich mit Tierthemen. In Anerkennung ihrer Arbeit an der preisgekrönten Buchreihe Horrible Geography wurde sie in die Royal Geographical Society aufgenommen.
Ganeri ist mit dem Kinderbuchautoren Chris Oxlade (* 1961) verheiratet, mit dem sie in Ilkley, West Yorkshire, lebt.

## Auszeichnungen
| Jahr | Auszeichnung |
| ---- | --- |
| 1999 | Geographical Association Silver Award für Horrible Geography: Odious Oceans, Violent Volcanoes und Stormy Weather |
| 2007 | Practical Pre-School Award für First Book of Festivals |
| 2008 | Geographical Association Highly Commended Award für The Horrible Geography of the World |
| 2009 | Blue Peter Book Award – Best Book with Facts für Horrible Geography Handbooks: Planet In Peril |
| 2010 | Joy Tivy Education Medal präsentiert von der Royal Scottish Geographical Society für „beispielhafte, herausragende und inspirierende Pädagogik, Bildungspolitik oder Arbeit in formellen und informellen Bildungsbereichen“ |

## Schriften (Auswahl)
- Weather Facts: Records, Lists, Facts, Comparisons (Usborne Facts and Lists), 1986 (deutsch: Das Wetter (Tatsachen, Rekorde, Daten, Vergleiche), 1990)
- Focus on Birds, 1986
- (mit Judy Tatchell und Claire Wright) How to draw animals, 1986
- Remembering the Dead Around the World, 1987
- Animal Facts (Usborne Facts & Lists), 1988 (deutsch: Die Tierwelt (Tatsachen, Rekorde, Daten, Vergleiche), 1989)
- (mit Moira Butterfield) How to Draw Machines (Young Artist Series), 1988
- Amazing Feats, 1988
- (mit Emma Fischel) How To Draw Spacecraft, 1988
- The First Hundred Words in German, 1988
- How to Draw: Ghosts, Vampires and Haunted Houses, 1988
- Improve Your Tennis Skills (Usborne Superskills), 1989
- Plants, 1989
- Vehicles: Land, Sea, Air (Learners), 1989
- How its Made (Learners), 1989
- Ecology (Learners), 1989
- Ocean Facts (Usborne Facts and Lists), 1990 (deutsch: Das Meer. Tatsachen, Rekorde, Daten, Vergleiche, 1991)
- (mit Bridget Gibbs) Usborne Nature Facts and Lists (Usborne Facts and Lists), 1990
- A Modern Day Zoo, 1990
- Caught Between the Two (Tender Hearts), 1990
- Hinduism (What Do We Know About?), 1990
- Animals (Learners), 1990
- A. to Z. of Dinosaurs, 1991
- Explore the World of Forces of Nature, 1991
- Amazing Bird Facts, 1991 (deutsch: Unter der Lupe: Vögel)
- Questions and Answers About Animal Movement (Animal Questions and Answers Series), 1991
- Amazing Prehistoric Facts (Amazing Fact Series), 1991
- Questions and Answers About Animal Camouflage (Animal Questions and Answers Series), 1991
- Questions and Answers About Animal Babies (Animal Questions and Answers), 1991
- Rivers, Ponds and Lakes (Ecology Watch Series), 1991
- And now the Weather, 1992
- Romans (Focus on), 1992
- Animal Records (Questions and Answers About), 1992
- France and the French (Focus on), 1992
- Body Science (Science Questions and Answers), 1992
- Body Facts (Usborne Facts & Lists Series), 1992
- Vikings (Focus On), 1992
- Animal Science (Science Questions and Answers), 1992
- Animal Families (Questions & Answers About), 1992
- The Ladybird Green Book (Topical Activity), 1992
- Animal Food (Questions & Answers About), 1992
- Trees (Focus on), 1992
- (mit Denys Ovenden) Sea Mammals, 1993
- Odious Oceans, 1999
- Stormy Weather, 1999
- Violent Volcanoes, 1999
- Desperate Deserts, 2000
- Earth-Shattering Earthquakes, 2000
- Raging Rivers, 2000
- Bloomin' Rainforests, 2001
- Freaky Peaks, 2001
- Perishing Poles, 2002
- Intrepid Explorers, 2003
- Wild Islands, 2004
- Monster Lakes, 2005
- Cracking Coasts, 2006
- Flood! (Nature’s Fury), 2006
- Horrible Geography of the World, 2007
- Horrible Geography Handbook: Wicked Weather, 2008
- Horrible Geography Handbook: Wild Animals, 2008
- Horrible Geography Handbook: Planet in Peril, 2009
- Horrible Geography Handbook: Vile Volcanoes, 2010
- Horrible Geography Handbook: Perilous Poles, 2010